# Gai Valeri Anemestione
Gai Valeri Anemestione (en llatí Caius Valerius Anemestione) va ser un artista d'origen hispanoromà. Segurament formava part de la gens Valèria.
Es menciona en una inscripció trobada a Còrdova. Va ser un artista dels gerros en relleu del tipus anomenats anaglypta. A la inscripció se l'anomena Caelator Anaglytarius, però sens dubte és un error per Anaglyptarius.